# 分叉网盾虫
分叉网盾虫（学名：Dictyaspis furcata）为穿盾虫科网盾虫属的动物。其种加词“furcata”意为“叉状的”。分布于大西洋、孟加拉湾、苏门答腊，包括中国东海等海域。